# Наукова фантастика Еквадору
Наукова фантастика Еквадору характеризується низьким розповсюдженням і інтересом, які вона викликала в академічних і літературних колах країни, що підкреслюється, якщо врахувати велике значення жанру соціального реалізму в еквадорській літературі. Проте в країні існує традиція наукової фантастики, яка сягає кінця ХІХ століття і в останні роки викликає підвищений інтерес.

## Література

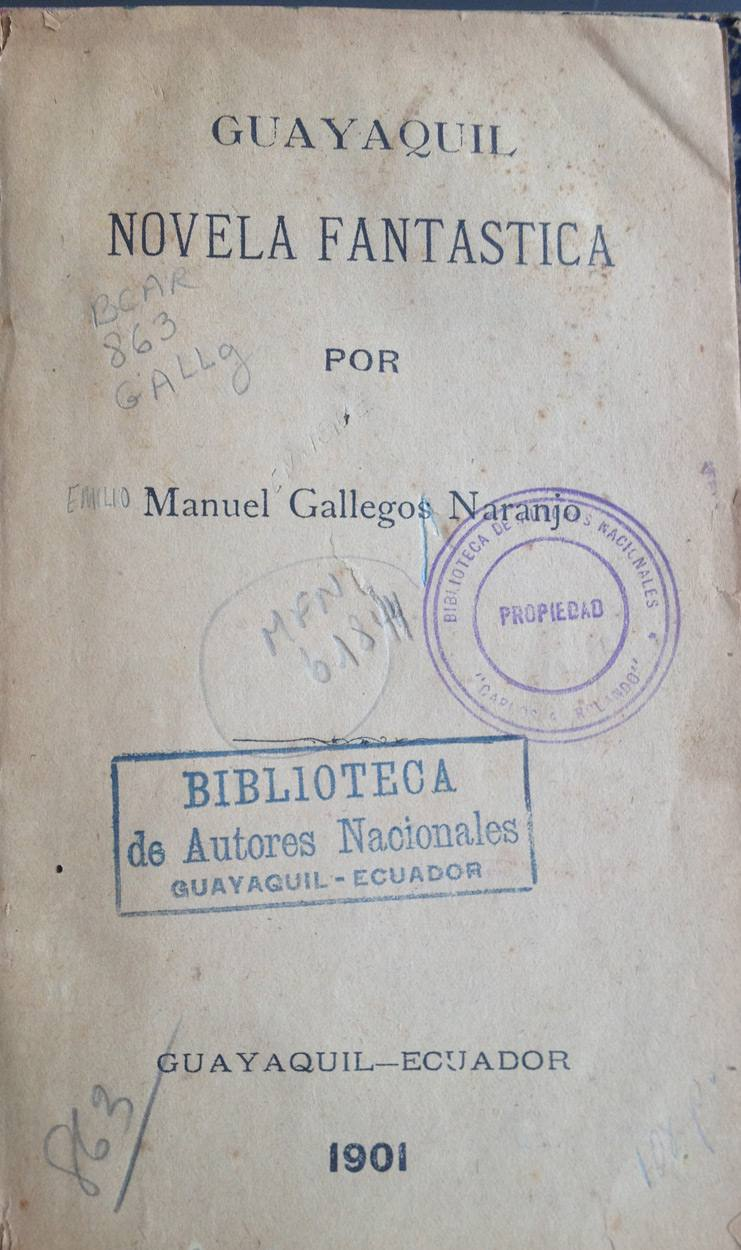
Обкладинка Гуаякіль. Фантастичний роман (1901) Мануеля Галлегоса Наранхо

### Зародження
Найпершим попередником наукової фантастики в Еквадорі є утопічний роман «Рецепт» письменника та політика з Гуаякіля Франсіско Кампоса Коельо. У творі, опублікованому частинами в гуаякільському журналі El Globo Literario в 1893 році та в книжковій версії в 1899 році, людина приймає еліксир, який змушує її спати протягом століття і прокинутися в 1992 році, дозволяючи їй побачити позитивні зміни, які відбулися в Гуаякілі, у тому числі величезні кораблі, які рухалися під водою, вежі понад 150 метрів заввишки та центри прогнозування стихійних лих. Кампос Коельо, який у своїй ролі політика розробив різноманітні роботи, щоб перепланувати місто та запровадити його систему питної води, використовує цю роботу, щоб уявити результати свого управління містом, яке в романі зображується як утопія добробуту, буття і прогресу.
Пізніше Кампос Коельо написав інші твори з елементами фантастичності та наукової фантастики, серед яких виділяється незакінчений роман Подорож до Сатурна, опублікований у 1900 році в художньому журналі Guayaquil, який розповідає про вченого з Гуаякіля, якогопозаземний гість із Сатурна запросив відвідати зазначену планету. І в цьому творі, і в «Рецепті» Кампос Коельо демонструє явний вплив французького письменника Жуля Верна, з творчістю якого він познайомився, коли відвідував Францію в 1860-х роках. Як і Верн, Кампос Коельо використовує просту мову та сюжети, демонструючи широкі наукові знання.
Іншим раннім прикладом цього жанру є п'єса «Гуаякіль». Фантастичний роман, опублікований у 1901 році письменником і хроністом Мануелем Галлегосом Наранхо. Сюжет твору розповідає про інку на ім'я Гуаякіль, який живе наприкінці ХХ століття в місті Белло-Еден, яке на той час є столицею Еквадору. Гуаякіль, визнаний одним із найбільших капіталістів світу та акціонером світового поїзда, стає президентом процвітаючого Еквадору з ліберальними ідеями. Пізніше він повинен зіткнутися з сильним землетрусом, який зруйнує місто.
Щодо оповідань варто згадати збірку Фантастичні оповідання (1894) самого Франсіско Кампоса Коельо та Пробну поїздку, опубліковану в 1894 році Альберто Аріасом Санчесом і яка розповідає про подорож до Місяця на кораблі у формі кондора. Також заслуговують на увагу кілька оповідань Хуана Леона Мера, опублікованих під псевдонімом Пепе Тієрас, зібраних у 1904 році в книзі «Ножиці та пір'я», в яких він розповідає про пригоди доктора Москоррофіо, вченого, схожого на доктора Віктора Франкенштейна, який, серед іншого, він створює машину, щоб слухати розмову бліх, робить пересадку голови та відвідує пекло.
Кілька десятиліть потому Пабло Паласіо з Лохи опублікував повість Подвійна і єдина жінка у складі книги «Чоловік, забитий ногами» (1927), головною героїнею якої є сіамські сестри.

### Друга половина ХХ ст.
Сучасний етап еквадорської наукової фантастики розпочався з короткого роману Заркистан Хуана Вітері Дюранда з Амбатеньо, опублікованого в 1952 році, в історії якого досліджуються такі теми, як телепатія та контакти з інопланетянами. Через два роки відомий письменник Деметріо Агілера Мальта опублікував у журналі Casa de la Cultura Ecuatoriana твір «Атомів недостатньо», який став першою еквадорською науково-фантастичною п'єсою. Сюжет розповідає про двох жінок, які чекають на солдата і прагнуть зупинити диктатора, який викрав ядерну зброю, розроблену в лабораторії на острові, де відбувається історія.
У 1970 -х роках виділяється постать Карлоса Бехара Портільї, який опублікував книжки науково-фантастичних оповідань, такі як Симон чарівник (1970), Велика Ведмедиця (1970) і Самбаллах (1971), під впливом Рея Бредбері та Хорхе Луїса Борхеса та піднімає теми співіснування з інопланетянами, генетичних маніпуляцій, міжпланетних видобутків і стосунків з істотами зі штучним інтелектом.
Інші відомі письменники також наважувалися на наукову фантастику в останні десятиліття ХХ століття, серед них Алісія Янез Коссіо, яка в 1975 році опублікувала збірку оповідань Поцілунок та інші тертя, в якій вона заявила, що хоче поміркувати над майбутнє, місце людини в собі та необхідність повернення до природи. Романіст і оповідач Абдон Убідія також культивував цей жанр, зокрема з його серією «Дівертлнвентос», яка включала чотири збірки оповідань про наукові винаходи: Дівертлнвентос. Книга фантазій і утопій (1989), Дзеркальний палац (1996), Людський масштаб (2008) і Час (2015), яка отримала премію Хоакіна Галлегоса Лара в номінації оповідання. За словами Убідії, окрім створення літературних творів, його головною мотивацією при створенні цих оповідань було представити молодій аудиторії різні теми, пов'язані з сучасною науковою та філософською думкою.

### Сучасні автори
Одним із найвидатніших еквадорських письменників у сучасній науковій фантастиці є Сантьяго Паес із Кіто, який розпочав цей жанр зі збірки оповідань Глибоко в галактиці, опублікованої в 1994 році та отримав премію Хоакіна Галлегоса Лара за найкращу книга оповідань року. Історії в цій книзі відрізняються тим, що змішують теми наукової фантастики, наприклад космічні подорожі, з корінним світом Еквадору. Інші відомі науково-фантастичні книги Паеса: Шамани і царі (1999), з історіями, схожими на історії його першої книги; Хроніки короткого королівства (2006), постапокаліптичний роман про провали політики та капіталізму; та Екуатокс (2013), антиутопія, в якій правитель увічнює себе при владі, перетворюючись на кіборга.
Іншим сучасним автором є Фернандо Наранхо Еспіноза, який опублікував дві збірки науково-фантастичних оповідань: Епоха дива (1994) і Остерігайтеся Августа Коріоліса (2005), на додаток до короткого роману Хранителі каменю (2018). Можна також згадати Ханса Бера, Пауля Пуму, Адольфо Масіаса Уерту, Леонардо Уайлда, Ней Єпеза Кортеса, Хосе Даніеля Сантібаньєса та Маріану Фальконі Саманьєго.